# عملية غوغميلا
عملية غوغميلا بدون إطلاق رصاصة واحدة ، تمكن أكثر من 3000 فرد من قوات الأمن العراقية وجنود باستون من فريق اللواء القتالي الأول، الفرقة 101 المحمولة جواً ، من اعتقال 154 مشتبهاً بالإرهاب ومصادرة أكثر من 350 بندقية نصف آلية وآلية  ، ومجموعة متنوعة من المسدسات وقذائف الهاون ، فضلًا عن عدد كبير من المواد المستخدمة في صنع العبوات الناسفة خلال عملية غوغاميلا ( غوغو-مي-لوه ) ، وهي عملية بحث عن إرهابيين مشتبه بهم من تنظيم القاعدة في المدن والمناطق المحيطة بالحويجة والرياض ، غرب كركوك ، العراق .

## تفاصيل العملية
وبناء على طلب من زعماء العرب السنة المحليين لتطهير المنطقة الواقعة خارج كركوك من الإرهابيين ، ومع إشارة التقارير إلى ارتفاع عدد عناصر تنظيم القاعدة في العراق ( AQIZ ) الذين ينتقلون إلى المنطقة ، بدأت العملية التي استمرت عشرة أيام، والتي شملت 25 مدينة وقرية تمتد على مساحة تزيد عن 900 ميل مربع (2,300 كـم2) بدأت العملية بسلسلة عمليات محدودة للجيش العراقي استهدفت 20 هدفًا معروفًا بنشاطه الإرهابي في منطقة الرشاد ، جنوب غرب كركوك . وباستخدام معلوماتهم الاستخبارية ، خطط جنود اللواء الثاني ، الفرقة الرابعة في الجيش العراقي ، ونفذوا العمليات ، واعتقلوا تسعة مشتبه بهم بالإرهاب ، وصادروا مخبأً للأسلحة .
قالت النقيب كريستا جيكيليك ، ممثلة لواء باستون اللوجستية لدى قوات الأمن العراقية : " كانت هذه هي المرة الأولى التي يتمكن فيها العراقيون في منطقتنا من تحقيق الاكتفاء الذاتي خلال عملية . لقد كان ذلك إنجازًا هامًا ، يُظهر قدرتهم على نقل الأفراد والإمدادات اللازمة لأداء مهمتهم " .
وبعد أن أكمل العراقيون عمليات البحث وتوجهت الأنظار إلى المناطق الواقعة جنوب غرب كركوك، انتقلت العمليات بسرعة إلى منطقتي الحويجة والرياض .
أوضح العقيد ديفيد ر. غراي ، قائد فريق اللواء القتالي الأول : " كان هدفي تعطيل عمليات المتمردين وحرمانهم من ملاذ آمن في هذه المناطق . ولتحقيق ذلك ، صوّرنا الأمر وكأننا نركز على الجنوب ، ثم استخدمنا عنصر المفاجأة لمساعدتنا في تطهير المناطق الشمالية والسيطرة عليها " .
قامت قوة أمريكية وعراقية مشتركة بفرض طوق أمني حول مدينة الحويجة ، ومنعت فرار السكان ، بينما شنت المزيد من القوات الأمريكية والعراقية هجومًا جويًا من تسع طائرات هليكوبتر من طراز UH-60 بلاك هوك وثماني طائرات هليكوبتر من طراز CH-47 شينوك على المدينة ، وتوجهت بسرعة إلى السوق في مركزها . وبمجرد وصولها ، بدأت على الفور عملية تفتيش شاملة لجميع المباني في المدينة . في هذه الأثناء ، كان هناك ما يقرب من 10 ميل (16 كـم)وعلى بعد ، قامت قوة مشتركة أخرى بفرض طوق أمني على مدينة الرياض وبدأت بتفتيش كل مبنى في تلك المدينة .
قال الرائد سكوت جونز ، ضابط العمليات في لواء باستون : " لقد أُخذ سكان الحويجة على حين غرة . كان بالإمكان رؤيتهم يتفرقون في كل اتجاه . كانوا يركضون لدخول المباني ، ويقفزون في السيارات محاولين الخروج من المدينة " .
بينما كانت الفرق المشتركة من جنود وشرطة عراقيين تنفذ عمليات تفتيش إلى جانب جنود باستون ، وفرت مروحيات AH-64 وقوات التحالف الجوية غطاءً جويًا . وفي المجمل ، تم تفتيش أكثر من 700 منزل ومبنى . وصرح النقيب لين غريفز، المتحدث باسم الجيش الذي رافق قوات الأمن العراقية في دورية في الحويجة : " كانت قوات الأمن العراقية في غاية الكفاءة والاحترافية . تحركنا بسرعة عبر عدة هياكل ، واكتشفنا مصنعًا للعبوات الناسفة في الطابق الثاني من أحد المباني".
وبالإضافة إلى إبعاد الإرهابيين والأسلحة عن الشوارع ، فإن انضباط الجنود المشاركين في المهمة يبرز حقًا ، وفقًا للرائد جريج بيشوب ، المتحدث باسم فريق القتال اللوائي الأول .
قال بيشوب : " دخل الجنود العراقيون وجنود التحالف المدينتين الأكثر إثارةً للجدل في محافظة كركوك ، وفتشوا مئات المنازل والمباني ، واعتقلوا أكثر من 150 مشتبهًا بهم دون أي عنف على الإطلاق" . وأضاف : " هذا نجاحٌ باهرٌ ومقياسٌ حقيقيٌّ لمهنية جميع المشاركين في هذه العملية " .

## الوحدات المشاركة

### الوحدات الأمريكية
- فريق القتال للواء الأول ، الفرقة 101 المحمولة جوًا

### الوحدات العراقية
- قوات الأمن العراقية
- اللواء الثاني ، الفرقة الرابعة للجيش العراقي
- الكتيبة الثامنة عشرة للبنية التحتية الاستراتيجية ( SIB )

## وصلات خارجية
- عملية غوغاميلا - Wikipedia (بالإنجليزية)